# Il principe di Pennsylvania
Il principe di Pennsylvania (The Prince of Pennsylvania) è un film diretto dal regista Ron Nyswaner.

## Trama
Rupert Marshetta ha una propria mente, è frustrato con i suoi genitori, in particolare suo padre, e non si adatta agli altri giovani. È anche innamorato di una donna anziana, Carla. Un giorno il papà dice a Rupert che si vede come il re della Pennsylvania, sua moglie come la regina e Rupert come il principe che erediterà il suo regno. Mostra a Rupert un vecchio trailer e gli chiede, se vende la terra, cosa farebbe con i soldi. Sempre più frustrato da come sta andando la vita, Rupert progetta con Carla di rapire il padre per ottenere denaro per godersi un futuro insieme. È tenuto nel vecchio trailer. Nel frattempo, Rupert scopre che la terra è già stata venduta e il denaro non si trova da nessuna parte. Il papà viene quindi portato nella miniera dove lavora e tenuto vicino a una toilette portatile. Rupert alla fine pensa che i soldi siano stati nascosti nella toilette, che è incatenata chiusa. Prepara la dinamite per aprire la toilette. I soccorritori e la polizia arrivano sulla scena.